# Mateusz Jan Judycki
Mateusz Jan Judycki (ur. około 1603 w Pucku lub Osłoninie, zm. 20 kwietnia 1667 we Fromborku) – kanonik włocławski, prepozyt fordoński, archidiakon pomorski, oficjał gdański i kamieński, kanonik gnieźnieński i warmiński, protonotariusz apostolski, sekretarz królewskiego majestatu, doktor obojga praw.

## Życiorys
Pochodził z Pucka, bądź Osłonina, być może będąc synem burmistrza puckiego Hansa Jude. Studiował na Uniwersytecie w Padwie, gdzie 22 lutego 1636 doktoryzował się z obojga praw iuris utriusque doctor. Po powrocie do Polski został kurialistą i sekretarzem biskupim w diecezji gdańskiej. W tym też czasie przyjął święcenia kapłańskie. W 1633 ufundował kaplicę w farze puckiej (dokładnie odnowił dawną kaplicę Świętego Krzyża i poświęcił ją Najświętszej Maryi Pannie). Było to wotum za uratowanie życia podczas sztormu, jaki przeżył podczas podróży morskiej do Holandii. Zapisał na jej utrzymanie tysiąc florenów kapitału zabezpieczonych własna parcelą w Osłoninie. Zaprzyjaźnił się z biskupem włocławskim, Maciejem Łubieńskim, który obdarzył go diakonią, a następnie archidiakonią pomorską przy katedrze włocławskiej. 20 kwietnia 1637 mianowano go oficjałem Gdańska i archidiakonem Pomorza. Wprowadzono go na te urzędy 27 maja 1637. Objął też równolegle przynależne mu probostwo Panny Marii w Gdańsku. Miał już w tym czasie beneficjum w Fordonie (probostwo parafii św. Mikołaja).
Po powrocie do Polski ziemi bytowskiej i lęborskiej poświęcił się intensywnie rekatolicyzacji tych terenów. Stworzył w farze lęborskiej (odebranej luteranom) główny kościół katolicki odzyskanych ziem. W 1638 udał się do Rzymu, aby uzgodnić z Józefem Kalasancjuszem utworzenie kolegium pijarów w Lęborku i mimo że lokalizację zatwierdził papież Urban VIII, to ostatecznie do założenia szkoły nigdy nie doszło.
W 1635 ufundował w kościele w Pręgowie kamienne epitafium dla Adama Gołyńskiego, jego poprzednika na stanowisku oficjała pomorskiego i gdańskiego. Uczestniczył w pracach sądów konsystorskich oraz w synodzie pomorskim w Subkowach 25 września 1640. Świadczył usługi prawne dla cystersów oliwskich. Zaprzyjaźnił się wówczas z opatem Aleksandrem Kęsowskim. Kreatywnie wdrażał reformę trydencką. Dzięki jego naciskom wydano rytuał rzymski dla archidiakonatu pomorskiego. W 1639 wydał w Gdańsku dzieło Rituale Sacramentorum ac aliarum Ecclesiae caeremoniarum pro dioecesi Pomeraniae in breve opusculumredactum, które wznowiono w Poznaniu w 1643.
Po przeniesieniu się jego protektora, biskupa Macieja Łubieńskiego, na stolicę prymasowską w Gnieźnie, popadł w niełaskę. Nowy biskup włocławski, Mikołaj Wojciech Gniewosz, pozbawił go funkcji oficjała gdańskiego (mianował na to miejsce Floriana Falka). Odebrał mu także probostwa w Gdańsku i Fordonie, od czego się odwołał, ale proces przegrał. Opuścił więc Pomorze i udał się do Gniezna, gdzie biskup Łubieński przyznał mu kanonię związaną z probostwem infułackim kolegiaty kamieńskiej. Objął je 30 października 1642.
W tym okresie kilkakrotnie jeździł do Rzymu i często pozostawał tam przez wiele miesięcy. Było to związane z przygotowywaniem dokumentacji procesowej beatyfikacji arcybiskupa gnieźnieńskiego Bogumiła z Dobrowa. Doprowadził proces do uzyskania papieskiej aprobaty. Dwa tomy dokumentacji uległy jednak później zaginieniu.
Był jednym z zaufanych ludzi Jakuba Wejhera. Zaangażował się w powstanie kalwarii wejherowskiej, pozostając jej duchowym inspiratorem i kreatorem. Zlecił stworzenie mapy kalwarii.
W marcu 1661 objął kanonię warmińską we Fromborku, gdzie po miesiącu zmarł. Pochowano go prawdopodobnie w farze puckiej, w swojej kaplicy. Mimo badań archeologicznych, jego zwłok nie zidentyfikowano.
Pozostawił po sobie ołtarz kanonicki w katedrze fromborskiej (drugi filar nawy południowej). Ufundował też do tego ołtarza obraz przedstawiający świętych Wojciecha i Bogumiła z herbem własnym.